# Grace Cossington Smith
Grace Cossington Smith (Sydney, 22 avril 1892 - 10 décembre 1984) est l'une des plus importantes peintres de Sydney du mouvement moderniste australien. Sa peinture The Sock Knitter (1915) est généralement considérée comme la première œuvre moderniste de l'histoire artistique de Australie.

## Biographie
Elle étudie l'art à la Société royale d'art de la Nouvelle-Galles du Sud. Elle rejoint ensuite l'Europe en 1912 et étudie en Angleterre et en Allemagne pendant deux ans. 
Sa peinture The Sock Knitter (1915) est considérée la première peinture du modernisme australien. Avec des amis étudiants, elle crée le Groupe d'art contemporain en 1926, avec qui elle contribue de manière significative au mouvement moderniste australien. Sa peinture la plus connue est la postimpressionniste The Bridge in-Curve (1926), qui dépeint la construction du Sydney Harbour Bridge (lui-même un édifice issu du modernisme). Elle a peint une série d'intérieurs de sa maison de 1938. Ses intérieurs des années 1950 présentent des scènes intimes de ménage. 
On se souvient d'elle pour ses peintures de la vie quotidienne à Sydney et son usage de couleurs vibrantes.